# 윤석열에 대한 논란
이 문서는 윤석열에 대한 논란에 대해 다룬다.

## 비상계엄령 선포 직권남용
2024년 12월 3일, 윤석열은 텔레비전 연설을 통해 비상계엄령을 선포하였다. 계엄령이 선포된 직후 야당 더불어민주당과 국민의힘 모두 계엄령 선포에 반대했고, 이를 계기로 시위가 벌어졌다. 12월 4일 새벽 1시경, 국회에 있던 의원들은 만장일치로 계엄령 해제 결의안을 통과시켰다. 이후 윤석열은 12월 4일 오전 4시 30분에 열린 국무회의에서 계엄령을 해제하고 계엄사령부를 해체했다. 계엄령 해제 후, 계엄령에 반대한 시민들은 윤석열 대통령을 규탄하는 시위를 열었고, 야당은 대통령 탄핵소추안을 발의했다.

## 이준석국민의힘 대표와의 갈등
2021년 11월 30일 국민의힘 대표 이준석이 윤석열과의 갈등으로 모든 일정을 취소하고 잠적하였다. 이준석 패싱이라는 논란으로 불렸는데, 윤석열은 이에 대해 '잘 모른다' 국민의힘 사무총장인 권성동에게 만나보라 하였고, 전 국회의원 전여옥은 이준석을 향해 '그냥 푹 쉬라'고 비판하였다.

## 부정식품 발언
2021년 7월 18일, 윤석열은 매일경제와 인터뷰에서 경제학자 프리드먼의 책 "선택할 자유"를 언급하며, "먹으면 사람이 병 걸리고 죽는 거면 몰라도 부정식품이라면 없는 사람들은 그 아래 것도 선택할 수 있게, 더 싸게 먹을 수 있게 해줘야 된다는 것이다"라고 말했다. 더불어 “햄버거 50전짜리도 먹을 수 있어야 되는데 50전짜리 팔면서 위생 퀄리티(기준)는 5불짜리로 맞춰놓으면 소비자 선택의 자유 제한하는 것”이라고 주장했다. 품질관리 제약을 더 느슨하게 해서 가격을 낮출 여지를 만들어주고, 식품들의 품질을 다양화함으로써 가난한 사람들이 굶어죽느니 몸에 좀 안좋더라도 먹고 살 수 있게 해주자는 이야기다. 이에 같은진영 경제학 전공인 유승민도 후보경선당시 강하게 비판한 바 있으며, 반대진영에서는 어떻게 하면 가난하더라도 품질 좋은 식품을 먹을 수 있도록 만들 것인가를 고민하는게 정치하는 사람의 자세가 아니냐는 의견도 있다.

## 120시간 발언
윤석열은 2021년 7월 19일 매일경제와의 인터뷰에서, 문재인 정부의 주 52시간 근로정책을 비판하며 다음과 같이 말했다.
현 정부는 주 52시간제로 일자리가 생긴다고 주장했지만, 일자리 증가율이 (작년 중소기업 기준) 0.1%에 불과하다는 통계도 있다. 실패한 정책이다. 스타트업 청년들을 만났더니, 주 52시간 제도 시행에 예외조항을 둬서 근로자가 조건을 합의하거나 선택할 수 있게 해달라고 토로하더라. 게임 하나 개발하려면 한 주에 52시간이 아니라 일주일에 120시간이라도 바짝 일하고, 이후에 마음껏 쉴 수 있어야 한다는 것이다.

인터뷰에서 꺼낸 말이 논란이 되자, 윤석열 측은 '주 52시간제 도입 취지와 다르게 중소기업과 스타트업 현장에서 실제 적용하는 데 어려움이 있다는 말'이라고 해명하며 더불어민주당의 비판에는 '발언 취지와 맥락을 무시하고 특정 단어만 부각해 오해를 증폭시키고 있어 안타깝다'는 말을 남겼다.

## 부친 인적 공제 논란
연간 2000만 원이 넘는 수당을 받는 부모를 부양 가족으로 올려, 연말정산에서 인적 공제를 받은 것으로 드러났다. 이에 독립 생활이 불가능한 부모를 봉양하는 근로자에게 제공하는 세제 혜택의 취지에 어긋나는 공제를 받았다는 비판이 제기됐다.
2019년 6월 21일 자유한국당 정갑윤 의원이 국회에 제출된 인사청문요청서를 분석한 내용에 따르면 윤석열은 2014년부터 2018년까지 연말정산에서 양친을 부양 가족에 올려, 매년 500만 원(기본공제 300만 원·경로우대추가공제 200만 원)을 소득에서 공제받았다. 윤석열은 5년 동안 양친을 부양가족에 올려 인적공제를 받았지만, 정작 2019년 국회에 제출한 인사청문 요청서에서는 “독립 생계를 유지한다”는 이유로 부모의 재산 고지를 거부했다.
윤석열의 아버지인 연세대 윤기중 명예교수는 2019년 대한민국학술원으로부터 수당 명목으로 월 180만 원씩 연간 2160만 원을 받았다고 신고했다. 연 소득이 100만 원이 넘지 않은 양친이 수당을 받아 해당 운영지침을 위반한다는 지적에 대해 검찰청장 인사청문회 준비단은 "소득세법상 학술원으로부터 받는 연구활동비는 실비변상적 급여로 비과세이기 때문에 윤 후보자가 연말정산에서 인적공제를 받는 것은 문제가 되지 않는다"고 해명했다. 그러나 세무전문가들은 해당수당 전액을 실비 변상 성격을 가진 비과세 대상이라고 보는 것은 무리가 있다고 설명했다. 실비변상적 금액은 회의 참석과 교통비 등 연구 활동에 필요한 실제 경비를 보상하는 것으로 비과세 대상이다. 그러나 윤기중 받은 수당은 학술원 회원이면 연구 활동과 무관하게 누구나 고정적으로 받는 금액으로 소득세법상 실비변상적 급여를 정의하는 취지와 맞지 않는다는 것이다.

## 지나친 편향 인사
검찰총장이 된 직후 행한 간부 인사에서 자신과 함께 일한 특수부 검사들이 요직 독차지 논란이 있었으며현 정권이나 여당 의원을 수사하던 검사들의 승진이 좌천되거나 논란이 되었다. 환경부 블랙리스트나 손혜원 의원 부동산 투기 의혹을 수사하던 검사들은 거의 승진에서 탈락되고 한직으로 발령되었다. 한편 추미애 법무부 장관이 취임 이후 처음으로 단행한 인사에서 윤석열이 "검찰의 의견을 전적으로 받아달라"는 의견을 제시했지만 장관이 자신의 특수부 사단을 모두 제거하여 갈등을 빚었지만 검찰청 내에서는 "특수부 편중 인사가 해소된 것"이라는 평가도 있었다.

## 벌금 수배 해제 직권남용
판결이 확정된 이후 30일 이내에 벌과금을 납부하여야 하고 벌과금을 납부하지 아니하면 노역장에 유치한다는 형법에 의한 법원의 판결에도 불구하고 검찰총장으로서 "1000만원 이하 벌금을 납부하지 않은 수배 약 9만건에 대해 수배를 해제하고 또 매월 1만5000건에 달하는 신규 수배 입력 조치도 일시 유예하라"고 전국 검찰청에 지시하여 '수배가 이루어지지 않으면 노역장에 들어갈 수 없다'고 하여 판결에 따라 자진 입소는 불허하면서 잡아서 집어넣는 것만 인정한 대검찰청의 내부 업무지침을 정하는 직권남용으로 인하여 형사 피고인의 정당한 권리행사를 방해하였다.

## 윤봉길기념관 대관
윤석열은 대통령 선거 출마에 관한 자신의 입장을 밝히기 위해 ‘독립운동 정신 함양, 국민의 보훈의식 및 전통문화 창달, 기타 사회문화적 목적’으로 대관하는 윤봉길기념관에 부인 김건희 지인이 운영하는 이벤트 업체 이름으로 대관 신청서를 제출하면서 ‘세미나 및 기자회견’으로 적어 허가를 받아 기념관 직원들은 언론 보도 전까지 대선 출마 선언식 목적으로 행사장을 이용할 계획을 몰랐던 것으로 나타났다.
이에 최지현 부대변인은 "예약 과정에서는 장소가 변경될 가능성이 있고, 행사 보안을 위해 '세미나 및 기자간담회'로 적었으나 이후 본계약 이전에 '윤석열 정치선언 행사'라는 사실을 미리 밝히고 대관 비용을 지급했다"고 반박하며 연합뉴스와의 통화에서 "기념관 측과 대관에 대한 본계약을 마친 이후 윤 전 총장이 거기서 회견한다는 뉴스가 나왔던 것으로 안다"고 부연했고 기념관 관계자도 통화에서 "기사가 왜곡됐다"고 말했다.

## 검찰 고발사주 의혹 논란
TV조선 사회부장 출신 이진동 기자가 2021년 6월 21일 창간한 인터넷매체 뉴스버스는, 윤석열 국민의힘 대선 예비후보의 검찰총장 재직시절 검찰이 2020년 총선을 앞두고 당시 미래통합당(현 국민의힘) 측에 범여권 측 주요인물들에 대한 형사고발을 사주했다는 의혹을 제기했다. 기사에 따르면 윤석열 전 총장의 최측근 손준성 검사는 같은 검사 출신인 국민의힘 김웅 당시 미래통합당 후보에게 여권 인사들의 이름이 담긴 고발장을 전달했다고 한다. 뉴스버스가 증거로 제시한 고발장에는 고발하는 사람의 이름은 비어 있고, 고발 대상에만 이름이 들어가 있다. 고발 대상란에는 최강욱, 황희석, 유시민, 뉴스타파 소속 기자들까지 총 11명의 이름이 적혀져 있으며, 해당 고발장의 수신처는 대검찰청 공공수사부 부장으로 되어 있었다. 한동안 수사를 하다가 한달이 지난 10월 6일경에 김웅의원의 사주 연루 확인이 되어있었으며, 윤석열 후보에 대해서는 아직까지 혐의가 나오고 있지 않는 상황이다.

## 토론회 도중 손바닥 王자 노출
10월 1일 국민의힘 대선 경선 5차 토론회에서 윤석열의 손바닥에 王자 모양의 글씨가 포착되어 네티즌들의 관심을 끌었다. 홍준표 후보 등 국민의힘 주자들은 “경선에 웬 주술과 미신이 등장하느냐”며 비판을 쏟아냈다. 홍준표 후보는 자신의 페이스북에 “1일 1망언으로 정치의 격을 떨어뜨리더니 다음 토론 때는 부적을 몸에 차고 나오는 거냐”고 비판했다. 유승민 후보도 자신의 페이스북에 “미신을 믿는 후보, 끝없는 의혹에 휩싸인 후보, 걸핏하면 막말로 보수의 품격을 떨어뜨리는 후보로 본선에서 이길 수 있겠느냐”고 지적했다. 윤석열 후보는 “토론 잘하라는 지지자의 응원 메시지”라며 “기세 있게 가서 자신감 갖고 토론하란 뜻으로 생각했다”고 해명했다.
윤석열 캠프가 해명 과정에서 오락가락했다는 비판도 제기됐다. 처음에 논란이 됐을 때 “지지자의 응원 메시지였다”며 5차 토론회에 한정된 일회성 해프닝으로 선을 그었지만 3차 토론회, 4차 토론회에서도 손바닥의 글씨가 포착됐다.
10월 4일에는 윤석열 캠프에서 “손가락 위주로 씻어서”라는 지워지지 않는 것이라는 해명도 나왔는데, 이에 홍준표 캠프와 유승민 캠프는 국민 기만이라고 반박했다.

## 대통령 관저 이전으로 인한 각종 논란
윤석열의 선대 대통령들은 군말 없이 청와대에서 잘 지냈으나 유독 윤석열만 유일하게 청와대에 들어가길 거절하고 용산으로 대통령 관저를 이전했다. 이 과정에서 국방부 관사를 다른 곳으로 이전시킨 뒤 그 곳을 차지하였으며 그 곳에 대통령 관저를 신축하기 위해 막대한 국가 예산이 탕진되었다.
게다가 용산 이전은 군사학적으로도 자살 행위에 해당되는데 대통령 관저와 국방부를 한 곳에 모아 놓아서 적에게 타격점을 뭉친 결과를 초래해 국가 안보에도 문제를 야기시킨 행위이다. 군사학적으로는 각 사령부를 일부러 이격시키는 이유가 집중 타격에 대응하기 위한 것이지만 윤석열의 대통령 관저 용산 이전은 되려 정부가 적의 집중 타격에 취약하게 만들었다. 적의 입장에서 보면 대통령 관저와 국방부가 공존하는 용산 단 한 곳만 목숨 걸고 타격하면 승리하기 때문이다.

## 국민의힘‘위장당원’ 논란
윤석열의 위장당원 논란 제시의 근거 출처는 디씨인사이드 국민의힘 갤러리임을 2021년 10월 5일 열린 제6차 경선 토론회에서 윤석열 본인이 스스로 밝혔다. 디시인사이드 국민의힘 갤러리는 (이재명 vs 윤석열) 내부 투표로, 이재명이 이긴 결과가 있으며, 이준석 옹호, 국민의힘 당원인증 글에 갤러리 관리자가 삭제조치 및 해당 작성자 갤러리 차단조치를 하던 갤러리이다. 실제로 인증 글 탄압을 당한 갤러리 이용자들이 타 커뮤니티로 옮겨갔기에 타 커뮤니티들에 여러 증거들이 존재한다. 다만, 본 6차 토론회 논란 이후, 당원인증을 허용한 것으로 보인다. 이는 디시인사이드 국민의힘 갤러리의 인증게시판을 보면 알 수 있다. 본 논란일자까지 단 9건의 인증만 존재했으며, 본 논란으로 인해 활성화 된 당원 인증 글 중에서, 일부 타 갤러리(디씨인사이드 새보수당 갤러리)의 당원인증 글을 복사, 붙여넣기 도용을 하여 걸린 바 있다.

## “여자분들 점 보러 다니지만..나는 안만난다” 논란
2021년 10월 5일 제 6차 국민의힘 경선 토론회에서 이전 토론회들에서 손바닥에 王자를 그리고 나타나 세간의 논란을 일으킨 바 있다. 더불어, 아내 김건희씨의 논문 주제인 ‘온라인 운세’, 윤석열을 밀어준다는 의혹이 제기된 무속인 ‘천공스승(진정스승)’ 등과 관련한 의혹들이 본 토론에서도 이어졌다. 이에, 유승민 후보는 윤석열 후보에게 역술인들과의 관계를 의심하는 질의를 하였으며, 윤석열 후보는 “저는 그런 분들을 잘 안 만난다. 장모가 어떻게 하는지는 잘 모르겠다”며 “아무래도 우리나라 여자분들이 점도 보러 다니는 분도 있고 하지만”라고 답변하였다.

## 조 바이든 미국 대통령 회담 후 막말 논란
2022년 9월 22일, 윤석열이 조 바이든 미국 대통령과 회담을 한 이후 행사장을 나가면서 "국회에서 이 새끼들이 승인 안 해주면 바이든은 쪽팔려서 어떡하나?"라고 말한 것이 알려지며 논란이 되고 있다. MBC에서 유튜브를 통해 보도하고 뒤이어 KBS, JTBC 등 다른 언론에서도 보도하기 시작했다. 김의겸 더불어민주당 대변인은 각국 정상 모인 자리서 저잣거리 용어를 사용했다며 윤석열의 사과를 촉구했다. 박홍근 더불어민주당 원내대표는 "빈손 외교, 비굴 외교에 이어 윤 대통령의 막말 사고 외교로 대한민국의 국격까지 크게 실추됐다"며 윤석열을 비판했다. 이 발언은 곧이어 외신에도 전파되었으며 미국 정치인에게도 알려졌다. 카이알리 카헬레 민주당 하원의원은 트위터에 "20% 지지율"이라는 제목 하에 "송구스럽지만, 대통령님 당신 나라에 집중하셔야만 합니다"고 비판했다. 피터 마이어 공화당 하원의원도 트위터에 "이봐, 우리만이 그런 말을 해야해"라고 말했다. 미국 정부는 윤석열의 발언을 어떻게 생각하냐는 MBC의 이메일 질의에 "한국 공직자의 발언은 한국 정부에 문의하라"면서 답변을 거부했다. 김은혜 대통령비서실 홍보수석을 비롯한 대한민국 대통령실은 "이 새끼들"의 대상은 미국 의회가 아니라 대한민국 국회이고 "바이든"이 아니라 "날리면"이라고 주장하여 논란이 확산되었다. 또한 배현진 국민의힘 의원은 윤석열 대통령이 "국회의원 '이 사람들이' 승인 안 해주고 '아 말리믄' 쪽팔려서 어떡하나?"라고 발언했다고 주장했다. 외교부는 12월 19일 MBC를 상대로 정정보도청구 소송을 제기했으며, 11일 서울서부지방법원 제12민사부는 기술적 분석을 통해 특정 단어를 말했는지 판정할 수 없으며 “특정 단어가 언급되었는지 여부가 명확히 밝혀지지 않는 경우에도 정정보도 청구자에게 특정 단어가 언급되었다는 보도 내용은 진실하지 않다는 점을 증명할 것을 요구한다면 이는 사회통념상 해내기 어려운 증명을 요구하는 것"이라며 외교부 승소 판결을 내렸으며, MBC는 이에 대해 항소하였다. 한국기자협회는 대통령의 발언에 대해 단정적으로 보도하는 게 적절했는지 짚어볼 필요가 있다면서도 "법원 스스로 실제 발언이 무엇인지 알 수 없다고 판단하면서 MBC 보도가 허위라는 앞뒤가 맞지 않는 판결을 내린 셈이다."이라고 비판했다.

## UAE의 적은 이란 발언 논란
2023년 1월 UAE방문 중 대한민국 UAE 군사훈련 협력단(大韓民國 UAE 軍事訓鍊 協力團, 영어: Republic of Korea Special Warfare Unit in UAE) 혹은 아크 부대(영어: Akh Unit, Akh 部隊)를 방문해 병사들을 대상으로 연설 중 "UAE의 적은 이란, 대한민국의 적은 북한"이라는 결론적으로 대한민국과 북한과의 관계에 대해 강조하기 위한 비유법이었으나 이는 적절하지 못한 비유로 이란과 UAE를 포함한 중동의 최근 정세를 정확하게 파악하지 못하고 한 발언이다. 결국 이란에서 공식적인 채널을 통해 윤석열 대통령의 이번 발언에 대한 유감을 표명하고 정정을 요구하고 나섰다. 이에 더해 이란에서는 대한민국 대사를 초치해 항의하였으며, 대한민국 외교부에서는 윤 대통령의 발언과 관련해 이는 대한민국의 공식적인 입장이 아님을 해명해야만 했다. 2022년 9월, 조 바이든 미 대통령 관련 막말 논란 사건과 달리 이번 발언은 연설 도중 발생한 일이었으므로 듣기 자체의 논란의 여지가 없음에도 이 또한 일각의 윤석열 대통령 지지자측에서 "이란"이 아닌 "이런"이라고 했다 또는 "한 템포 쉬고 말하는 것이 윤석열 대통령의 평소 화법을 봤을 때 이는 잘 못 말했을 때 수정하기 위함이었다"는 등의 사실이 아닌 추측성 발언으로 물타기를 시도, 또 다시 대국민 청력 테스트 2탄이냐는 등의 비난이 쏟아지고 있는 상황이다.

## 6월 민주항쟁, 부마항쟁 혼동
2019년쯤 윤석열이 민주화운동 푯말에 그려져 있는 故 이한열 열사의 최루탄 피격 직후 사진을 보고 부마항쟁이라 한 것이 논란이 되었다. 부마항쟁은 1979년에  일어난 항쟁이고,
이한열 열사가 최루탄을 맞은 6월 민주항쟁은 1987년이다. 이점에 대해 이한열 열사의 유가족에게 사과를 해야 한다는 등 비난이 있었다.

## 강제징용 피해 제3자 변제
한국 기업들이 낸 기부금으로 피해자들에게 ‘판결금’을 대신 배상하는 ‘제3자 변제’를 제안했다. 이는 대법원의 2012년 파기환송 결정과 관련해 강제징용 피해자들의 법적 권리가 충족되는 것인지, 정부의 대리 변제를 거부하는 피해자들의 채권을 합법적으로 소멸시킬 수 있는지 등의 우려를 낳았다. 일각에서는 이를 두고 '굴욕외교'라 칭하며 비판했다.

## 노동조합 탄압
2023년 6월 1일, 노동조합, 한국대학생진보연합 등을 탄압했다.